# Манастир Светог Кирила и Методија
Манастир Ћириловац је манастир Српске православне цркве који се налази на планини Бјеласици, Црна Гора.

## Историја
Архимандрит Отац Јоил Булатовић, који је постао чувен као дугогодишњи чувар кивота Светог Василија Острошког, али и као ученик чувеног духовника Оца Тадеја из манастира Витовнице, на имању својих родитеља, подно планине Бјеласице 1995. године започео је градњу главне манастирске цркве и конака. Садашња игуманија манастира је Петра Петровић
Главна манастирска црква је посвећена Светим Ћирилу и Методију, a народ је познаје као манастир Ћириловац у Колашину. Црква је освећена 19. септембра 1999. године.